# Осова (Лодзинське воєводство)
Осова (пол. Osowa) — село в Польщі, у гміні Ґалевиці Верушовського повіту Лодзинського воєводства.
Населення — 372 особи (2011).
У 1975-1998 роках село належало до Каліського воєводства.

## Демографія
Демографічна структура станом на 31 березня 2011 року:
|          | Загалом | Допрацездатний вік | Працездатний вік | Постпрацездатний вік |
| -------- | ------- | ------------------ | ---------------- | -------------------- |
| Чоловіки | 177     | 44                 | 116              | 17                   |
| Жінки    | 195     | 49                 | 109              | 37                   |
| Разом    | 372     | 93                 | 225              | 54                   |